# سدلیشتی (ناحیه فریدک-میستک)
سدلیشتی (به چکی: Sedliště) یک منطقهٔ مسکونی در جمهوری چک است که در ناحیه فریدک-میستک واقع شده‌است. سدلیشتی ۹٫۹۱ کیلومتر مربع مساحت و ۱٬۳۱۶ نفر جمعیت دارد و ۳۳۰ متر بالاتر از سطح دریا واقع شده‌است.